# Heliocarpus donnell-smithii
Heliocarpus donnell-smithii är en malvaväxtart som beskrevs av Joseph Nelson Rose och John Donnell Smith. Heliocarpus donnell-smithii ingår i släktet Heliocarpus och familjen malvaväxter. Inga underarter finns listade i Catalogue of Life.